# Craig Varnell
Craig Varnell (* 31. Mai 1983) ist ein professioneller US-amerikanischer Pokerspieler. Er gewann 2018 ein Bracelet bei der World Series of Poker und 2019 das Main Event der World Poker Tour.

## Pokerkarriere
Varnell spielte von Januar 2007 bis März 2011 online unter den Nicknames imgrinding23 (PokerStars) sowie imgrinding (Full Tilt Poker) und erspielte sich in diesem Zeitraum mit Turnierpoker Preisgelder von mehr als 330.000 US-Dollar. Seit 2005 nimmt er an renommierten Live-Turnieren teil.
Seine ersten Live-Preisgelder gewann der Amerikaner fast ausschließlich bei günstigeren Turnieren in Los Angeles und am Las Vegas Strip. Mitte Juni 2013 war er erstmals bei der World Series of Poker (WSOP) im Rio All-Suite Hotel and Casino am Las Vegas Strip erfolgreich und kam bei einem Turnier der Variante No Limit Hold’em in die Geldränge. Anfang Mai 2014 belegte Varnell beim Main Event des WSOP-Circuits in Black Hawk den mit über 50.000 US-Dollar dotierten dritten Platz. Im Juli 2015 setzte er sich beim von der World Poker Tour (WPT) organisierten WPT500 im Aria Resort & Casino am Las Vegas Strip gegen 5112 andere Spieler durch und sicherte sich aufgrund eines Deals mit vier anderen Spielern ein Preisgeld von rund 185.000 US-Dollar. Bei der WSOP 2015 wurde er bei einem online ausgetragenen Event Dritter und erhielt knapp 75.000 US-Dollar. Ende Oktober 2015 gewann er bei der European Poker Tour auf Malta ein Side-Event mit einer Siegprämie von 77.500 Euro. Beim Main Event der WPT in Durant saß der Amerikaner Anfang August 2016 am Finaltisch und belegte den dritten Rang, der ihm mehr als 300.000 US-Dollar einbrachte. Bei der WSOP 2018 gewann er ein Turnier in Pot Limit Omaha und sicherte sich eine Bracelet sowie eine Siegprämie von rund 180.000 US-Dollar. Gut einen Monat später erreichte er beim WPT-Main-Event in Los Angeles den Finaltisch und beendete das Turnier auf dem mit über 200.000 US-Dollar dotierten vierten Platz. Ende Mai 2019, an seinem 36. Geburtstag, setzte sich Varnell beim Main Event der WPT Choctaw durch und erhielt den Hauptpreis von rund 380.000 US-Dollar. Im März 2020 erreichte er beim Main Event des Bay 101 Shooting Star in San José als Chipleader den Finaltisch. Aufgrund der COVID-19-Pandemie konnte dieser jedoch nicht gespielt werden und die Spieler wurden gemäß dem ICM-Wert ihres Chipstacks ausbezahlt, was Varnell das meiste Preisgeld aller Spieler von knapp 160.000 US-Dollar einbrachte.
Insgesamt hat sich Varnell mit Poker bei Live-Turnieren mehr als 2,5 Millionen US-Dollar erspielt.